# Hans Sandjon
Hans Sandjon is een Surinaams politicus. Hij was lid van de KTPI, de Nieuwe Stijl KTPI en de NDP. Voor de laatste partij is hij sinds 2015 lid van De Nationale Assemblée (DNA).

## Biografie
Sandjon was lid van de Nieuwe Stijl KTPI (NSK), een afsplitsing van de KTPI onder leiding van parlementariër Oesman Wangsabesari. In 2015 stapte hij over naar de NDP. Tijdens de verkiezingen van 2015 stond hij voor de NDP op nummer 4 van de lijst in het district Wanica. Hij kreeg 2183 kiezers achter zich, wat geen rechtstreekse plek in DNA betekende. Maar hij schoof op 25 september door naar het parlement, omdat Soeresh Algoe minister van LVV bleef in het volgende kabinet. Sandjon bleef in vier jaar tijd voor het publiek nog relatief onbekend.